# Milly-Lamartine
Milly-Lamartine är en kommun i departementet Saône-et-Loire i regionen Bourgogne-Franche-Comté i östra Frankrike. Kommunen ligger i kantonen Mâcon-Nord som tillhör arrondissementet Mâcon. År 2022 hade Milly-Lamartine 339 invånare.

## Befolkningsutveckling
Antalet invånare i kommunen Milly-Lamartine
| Referens: INSEE |